# (4430) Говорухин
(4430) Говорухин (лат. Govorukhin) — типичный астероид главного пояса, открыт 26 сентября 1978 года советским астрономом Людмилой Журавлёвой в Крымской астрофизической обсерватории и 19 октября 1994 года назван в честь советского и российского кинорежиссёра, сценариста и актёра Станислава Говорухина.

## Обнаружение и именование
(4430) Говорухин
Открыт 26 сентября 1978 года в Научном Л. В. Журавлёвой.
Назван в честь известного российского кинематографического режиссёра и драматурга Станислава Сергеевича Говорухина (1936— ).
Оригинальный текст (англ.)4430 Govorukhin
Discovered 1978-09-26 by Zhuravleva, L. V. at Nauchnyj.
Named in honor of the well-known Russian cinematic producer and playwright Stanislav Sergeevich Govorukhin (1936— ).
Источники: DISCOVERY.DB; M.P.C. 24122.

## Орбита

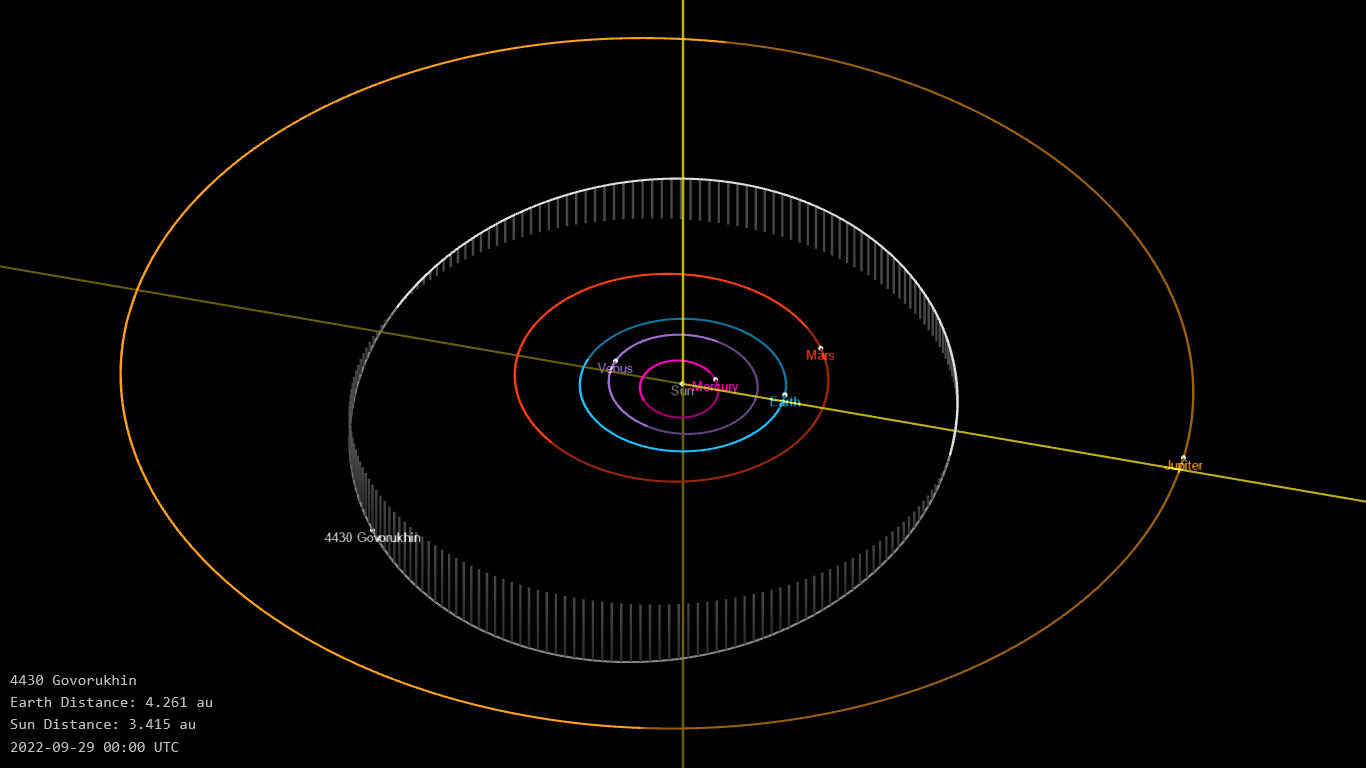
Орбита астероида Говорухин и его положение в Солнечной системе

## Физические характеристики
Астероид относится к таксономическому классу CX.
По результатам наблюдений системы телескопов панорамного обзора и быстрого реагирования Pan-STARRS, наблюдений системы последнего оповещения о столкновении астероида с Землей ATLAS и наблюдений космического телескопа оптического диапазона Gaia абсолютная звёздная величина астероида сначала оценивалась равной 12,85±0,64m, позже — 12,76±0,152m и 13,06±0,155m, 12,94±0,80m.